# Lorenzo Dalmazzo
Lorenzo Dalmazzo (Torino, 23 gennaio 1886 – Torino, 12 dicembre 1959) è stato un generale italiano, combattente pluridecorato durante la guerra italo-turca e nella prima guerra mondiale, prese parte come comandante di divisione a quella d'Etiopia. Durante la seconda guerra mondiale fu comandante del XXI Corpo d'armata in Africa settentrionale, e poi del VI durante l'invasione della Jugoslavia. Tra il 1942 e il 1943 fu Comandante Superiore delle F.F.A.A dell'Albania, e poi comandante della 9ª Armata avente Quartier generale a Tirana. Catturato dei tedeschi dopo la proclamazione dell'armistizio dell'8 settembre 1943 fu deportato in Germania. Per l'incarico di Ministro della Difesa della Repubblica Sociale Italiana Mussolini prese in considerazione anche il suo nome, ma poi lo assegnò al Maresciallo d'Italia Rodolfo Graziani..

## Biografia
Nacque a Torino il 23 gennaio 1886, figlio di Giuseppe e di Secondina Galoppi. Arruolatosi nel Regio Esercito partecipò con il grado di tenente alla guerra italo-turca dove fu decorato con la medaglia di bronzo al valor militare per il coraggio dimostrato a Regdaline il 15 agosto 1912. Partecipò successivamente alle operazioni di polizia coloniale, e dopo l'entrata in guerra del Regno d'Italia, nel giugno 1915 prestò servizio come capitano di fanteria assegnato allo Stato maggiore della colonna "Cassinis"  durante la grande rivolta araba, distinguendosi a Homs, a el-Cussabàt  e a Slinten,  venendo decorato con una medaglia d'argento al valor militare. Rientrato in Patria prese parte alle operazioni sul fronte del Carso, nella zona di Gorizia, e negli ultimi mesi di guerra, come tenente colonnello di Stato maggiore, assegnato al comando della 48ª Divisione schierata nella zona del Monte Pertica e dell'Alto Piave e successivamente della 2ª Divisione d'assalto. Al termine della guerra risultava decorato con un'altra medaglia d'argento e una di bronzo al valor militare.
Tra il 1920 e il 1923 fu istruttore di tattica presso la Scuola di guerra dell'esercito, e tra il 4 aprile 1925 e il 10 dicembre 1926 prestò servizio nella colonia della Somalia italiana, assegnato come comandante al Regio Corpo Truppe Coloniali. Il 16 aprile 1934 fu promosso generale di brigata, ed assunse il comando della Brigata fanteria  "Piave".
Nell'estate del 1935 assume il comando della 2ª Brigata eritrea, mantenendolo anche dopo l'inizio della guerra d'Etiopia fino al 24 gennaio 1936, quando sostituì il generale Achille Vaccarisi alla testa della 2ª Divisione eritrea. Rientrato in Italia divenne in successione comandante della 32ª Divisione motorizzata "Trento", della 2ª Divisione Celere "Emanuele Filiberto Testa di Ferro", e della 12ª Divisione fanteria "Timavo". Tra il settembre e il dicembre 1939 fu comandante del Corpo d'armata di Udine, assumendo in quello stesso mese quello del XXI Corpo d'armata operante in Africa settentrionale. Il 31 maggio 1940 fu promosso al grado di generale di corpo d'armata.
Dopo lo scoppio della seconda guerra mondiale, il XXI Corpo d'armata inquadrato nella 10ª Armata partecipò all'Operazione Compass ma il 28 agosto fu sostituito, per divergenze con il Maresciallo d'Italia Graziani, dal generale Carlo Spatocco.  Comandò poi il VI Corpo d'armata durante l'invasione della Jugoslavia, dove fu determinante nella negoziazione dell'accordo di collaborazione con i cetnici. Dal 1 ottobre 1942 e il 9 settembre 1943 svolse l'incarico di Comandante Superiore delle F.F.A.A dell'Albania, avente Quartier generale a Tirana.
Il 20 febbraio 1943 venne elevato al rango di generale designato d'armata, e il 9 settembre di quell'anno si trovava in Albania come comandante della 9ª Armata e, quali principali collaboratori, aveva il generale di divisione Carlo Tucci, capo di stato maggiore, il generale di divisione Giuseppe Piacentini, comandante del genio d'armata e il generale di brigata Alberto de Agazio, comandante dell'artiglieria d'armata. Qui ottenne la collaborazione di Ali Këlcyra, dell'organizzazione nazionalista Balli Kombëtar, per combattere la resistenza comunista. Fu fatto prigioniero di guerra dai tedeschi dopo la firma dell'armistizio di Cassibile e deportato poi al campo di concentramento Offizierlager 64/Z di Schokken dove rimase tra il 25 settembre e il 2 febbraio 1944.
Il 10 febbraio 1946 il Tribunale militare di Roma assolse il generale Lorenzo Dalmazzo, accusato di resa e aiuto militare ai tedeschi alla data dell'armistizio, perché i fatti a lui ascritti non costituiscono reato.

## Pubblicazioni
- I bersaglieri nella guerra mondiale, L. Cappelli Editore, Bologna, 1934.

### Annotazioni
1. ↑  Per l'incarico di Ministro della Difesa della Repubblica Sociale Italiana Mussolini prese in considerazione anche il suo nome, ma non se ne fece nulla. Gli altri candidati iniziali erano il Maresciallo d'Italia Enrico Caviglia, e i generali Francesco Saverio Grazioli, Ottavio Zoppi e Alessandro Pirzio Biroli. L'incarico fu poi affidato, contro il volere dei tedeschi, al Maresciallo d'Italia Rodolfo Graziani.

### Fonti
1. ↑  Generals.
2. ↑  Del Boca 2010, p. 284.
3. ↑  Del Boca 2010, p. 285.
4. ↑  Del Boca 2010, p. 286.
5. ↑  Del Boca 2010, p. 289.
6. ↑  Del Boca 2001, p. 67, fu rimpatriato in quell'anno in quanto entrato in contrasto con il governatore della colonia Cesare Maria De Vecchi.
7. ↑  Del Boca 2001, p. 61.
8. ↑  Del Boca 2001, p. 484.
9. ↑  Del Boca 2001, p. 402.
10. ↑  Del Boca 2001, p. 623.
11. ↑  Elsie 2012, p. 96.
12. ↑  Tomasevich 1975, p. 213.
13. ↑  http://www.esercito.difesa.it/storia/Ufficio-Storico-SME/Documents/150312/L-16.pdf
14. 1 2 3  Sito ufficiale del Quirinale.
15. ↑  Gazzetta Ufficiale del Regno d'Italia n.206 del 6 settembre 1932, pag.3938.
16. ↑  Supplemento ordinario alla Gazzetta Ufficiale del regno d'Italia n.221 del 22 settembre 1937, pag.3.
17. ↑  Supplemento ordinario alla Gazzetta Ufficiale del Regno d'Italia n.295 del 14 dicembre 1942, pag.7.
18. ↑   Bollettino ufficiale delle nomine, promozioni e destinazioni negli ufficiali e sottufficiali del R. esercito italiano e nel personale dell'amministrazione militare, 1941,  p. 83. URL consultato il 22 agosto 2019.